# The Bold Ones: The Protectors
The Bold Ones: The Protectors est une série télévisée américaine en 7 épisodes de 60 minutes, créée par William Sackheim et Roland Wolpert et diffusée sur le réseau NBC du 22 février 1969 au 8 mars 1970.
La particularité de la série est l'absence de musique de fond, la bande son est uniquement composée du bruit de la ville et des bureaux où l'action a lieu.
The Bold Ones: The Protectors fait partie de la franchise de la The Bold Ones (en) avec The Bold Ones: The New Doctors avec E. G. Marshall, The Bold Ones: The Lawyers avec Burl Ives et The Bold Ones: The Senator avec Hal Holbrook. C'est la plus courte des quatre séries.

## Synopsis
The Protectors est centré sur le quotidien de Sam Danforth (Leslie Nielsen), chef adjoint de la police dans une ville de Californie et conservateur. Il côtoie le procureur noir, idéaliste et libéral William Washburn (Hari Rhodes).

## Distribution
- Leslie Nielsen : Sam Danforth, chef adjoint de la police dans une ville de Californie
- Hari Rhodes : William Washburn, procureur noir, idéaliste et libéral du district de la ville

### Invités
- Aldo Ray : Edward Logan dans l'épisode pilote Deadlock
- Max Julien (en) : Coley Walker dans l'épisode pilote Deadlock
- Edmond O'Brien : le gardien de Millbank dans If I Should Wake Before I Die
- James Broderick : le Père Hayes dans A Thing Not of God
- Frank Maxwell (en) : le maire Alesi dans The Carrier et A Case of Good Whiskey at Christmas Time
- Michael Bell : sergent Jack Miller dans Draw a Straight Man et A Case of Good Whiskey at Christmas Time

## Épisodes
Les informations proviennent des sources suivantes : IMDb et epguides.com
| Nº | Titre                                    | Réalisation      | Scénario                                               | Date de diffusion |
| -- | ---------------------------------------- | ---------------- | ------------------------------------------------------ | ----------------- |
| 0  | Deadlock                                 | Lamont Johnson   | Chester Krumholz, Robert E. Thompson                   | 22 février 1969   |
| 1  | A Case of Good Whiskey at Christmas Time | Robert Day       | L.T. Bentwood, Betty Deveraux, Robert I. Holt          | 28 septembre 1969 |
| 2  | If I Should Wake Before I Die            | Daryl Duke       | Jerrold Freedman, Adrian Spies                         | 26 octobre 1969   |
| 3  | Draw a Straight Man                      | Inconnu          | Inconnu                                                | 14 décembre 1969  |
| 4  | The Carrier                              | Frank Arrigo     | Mark Rodgers, Paul Stein, Barry Trivers, Charles Watts | 11 janvier 1970   |
| 5  | A Thing Not of God                       | Jerrold Freedman | Harold Livingston, Mark Rodgers                        | 1er février 1970  |
| 6  | Memo from the Class of '76               | Daryl Duke       | Jerrold Freedman, Benjamin Masselink                   | 8 mars 1970       |

## DVD
Le 15 septembre 2015, Timeless Media Group (en) sort le DVD Les Bold Ones: Le Protectors- The Complete Series, en région 1.